# Omorashi
Omorashi (オモラシ / おもらし / お漏らし) je fetišistička supkultura u Japanu, odnosno parafilija zahvaljujući kojoj se uzbuđenje postiže zbog punog mjehura odnosno osjeća seksualna privlačnost prema osobama s punim mjehurom. Kod takvih fetišista orgazam zna koincidirati s trenutkom kada očajna osoba izgubi kontrolu nad svojim mjehurom ili doživi inkontinenciju. Izvan Japana se taj izraz koristi rijetko, odnosno podvodi se pod urllagniju. Na Zapadu se ponekad koriste izrazi kao "mokraćni očaj" ili "mokrenje gaćica." Japanski doslovno znači "pomokriti se," odnosno "procuriti." Riječ se ponekad romanizira kao "omorasi."